# Eudendrium caraiuru
Eudendrium caraiuru är en nässeldjursart som beskrevs av Marques och Oliveira 2003. Eudendrium caraiuru ingår i släktet Eudendrium och familjen Eudendriidae. Inga underarter finns listade i Catalogue of Life.